# Danielle Beaubrun
Danielle Beaubrun (sinh ngày 6 tháng 5 năm 1990 tại Saint Lucia) là một vận động viên bơi lội Olympic và nắm giữ kỷ lục quốc gia đến từ quốc đảo Saint Lucia thuộc đảo Caribe. Cô đã bơi cho Saint Lucia tại Thế vận hội Olympic 2008, nơi cô là thành viên trẻ nhất của đội Olympic của quốc gia.

## Trước Thế vận hội 2008
Danielle bắt đầu sự nghiệp bơi lội của mình từ năm tuổi với các lớp học 'học bơi' với Câu lạc bộ bơi lội biển, khi trở nên có khả năng hơn, cô bắt đầu thi đấu cạnh tranh, được huấn luyện bởi mẹ cô, Karen Beaubrun. Sáu năm sau, ở tuổi mười một, cô bắt đầu tập luyện với huấn luyện viên người Cuba, Claribel Blanco với câu lạc bộ bơi Rodney Heights. Cô ở lại đây từ tháng 3 năm 2002 đến tháng 12 năm 2004.  Việc đào tạo của cô sau đó được tiếp quản bởi người Brazil, Cesar Bolzan.

## Sự kiện và giải thưởng
Năm 2006, Beaubrun đại diện cho Saint Lucia tại Commonwealth Games - Bán kết bơi ếch 100 mét  Vào năm 2007, cô là vận động viên bơi lội Saint Lucian duy nhất tham gia vòng loại cho Thế vận hội Pan American 2007. Cô đã lọt vào bán kết và lập kỷ lục St.Lucian mới tại nội dung bơi ếch 100 mét.
Tại CAC Games 2006, cô đủ tiêu chuẩn nội dung bơi ếch 100 và 200 mét và cô đứng thứ 4 chung cuộc bơi ếch 50 mét.
Trong Giải vô địch CCCAN năm 2005, tại Santo Domingo, cô đã giành được huy chương bạc nội dung bơi ếch 50m, và tại CCCAN 2003, ở Mexico City, cô đã giành được huy chương đồng cho cuộc thi tương tự. Năm 2009, cô đã giành được thi đấu nội dung 200 m bơi ếch trên 18 tuổi và ghi kỉ lục mới cho St. Lucian (2: 48.96), và cũng rút ngắn thời gian kỉ lục quốc gia của mình nôi dung 50m bơi bướm (33.83).
Năm 2005, cô được trao giải St Lucias Junior Sportswoman of the Year.
Cô đã tham gia học bơi lội ở Trường học Bolles ở Jacksonville Florida từ năm 2006 đến 2009 và sẽ theo học tại Đại học Florida Gulf Coast từ tháng 9 năm 2009. Vào năm 2010, cô là người mang cờ cho Saint Lucia tại lễ khai mạc Thế vận hội Trung Mỹ và Caribe 2010.